# Rusland op de Olympische Winterspelen 2014
Rusland was organisator van de Olympische Winterspelen 2014 in Sotsji. Het waren voor de Russen met 33 medailles de meest succesvolle winterspelen ooit. Het land stond bovenaan in het medailleklassement.
Op 18 juli 2016 is een rapport verschenen met de uitkomst van een onafhankelijk onderzoek dat sinds mei 2016 in opdracht van het wereldantidopingagentschap (WADA) is uitgevoerd. Volgens het rapport is het bewezen dat de Russische staat in de periode 2010-2014 een grootschalig dopingprogramma heeft ondersteund. 
Tientallen Russische atleten kregen doping toegediend en hun positieve testen werden via een ingenieus systeem verdoezeld. Meerdere bronnen bevestigen dit aan de onderzoekscommissie. Het Russisch Ministerie van Sport regisseerde, controleerde en overzag de manipulatie.

## Medailleoverzicht
| Sport          | Olympiër | Onderdeel                | Medaille |
| -------------- | --- | ------------------------ | -------- |
| Biatlon        | Aleksej Volkov Jevgeni Oestjoegov Dmitri Malysjko Anton Sjipoelin | 4×7,5 km estafette (m)   | Goud     |
| Bobsleeën      | Aleksandr Zoebkov Aleksej Vojevoda | Tweemansbob              | Goud     |
| Bobsleeën      | Alexej Negodajlo Dmitri Troenenkov Aleksej Vojevoda Aleksandr Zoebkov | Viermansbob              | Goud     |
| Kunstrijden    | Adelina Sotnikova | Vrouwen                  | Goud     |
| Kunstrijden    | Tatjana Volosozjar Maksim Trankov | Paren                    | Goud     |
| Kunstrijden    | Jevgeni Pljoesjtsjenko Joelia Lipnitskaja Tatjana Volosozjar / Maksim Trankov Ksenia Stolbova / Fjodor Klimov Jekaterina Bobrova / Dmitri Solovjov Jelena Ilinych / Nikita Katsalapov | Team                     | Goud     |
| Langlaufen     | Alexander Legkov | 50 km vrije stijl        | Goud     |
| Shorttrack     | Viktor An | 500 m (m)                | Goud     |
| Shorttrack     | Viktor An | 1000 m (m)               | Goud     |
| Shorttrack     | Viktor An Semjon Jelistratov Vladimir Grigorev Roeslan Zacharov | Relay (m)                | Goud     |
| Skeleton       | Aleksandr Tretjakov | Mannen                   | Goud     |
| Snowboarden    | Vic Wild | Parallelreuzenslalom (m) | Goud     |
| Snowboarden    | Vic Wild | Parallelslalom           | Goud     |
| Biatlon        | Olga Viloechina | Sprint (v)               | Zilver   |
| Biatlon        | Jana Romanova Olga Zajtseva Jekaterina Sjoemilova Olga Viloechina | 4×6 km estafette         | Zilver   |
| Kunstrijden    | Ksenia Stolbova Fjodor Klimov | Paren                    | Zilver   |
| Langlaufen     | Maksim Vylegsjanin | 50 km vrije stijl        | Zilver   |
| Langlaufen     | Dmitri Japarov Aleksandr Bessmertnych Aleksandr Legkov Maksim Vylegsjanin | Estafette (m)            | Zilver   |
| Langlaufen     | Maksim Vylegsjanin Nikita Krjoekov | Teamsprint               | Zilver   |
| Rodelen        | Albert Demtsjenko | Mannen                   | Zilver   |
| Rodelen        | Tatjana Ivanova Albert Demtsjenko Aleksander Denisjev Vladislav Antonov | Estafette                | Zilver   |
| Schaatsen      | Olga Fatkoelina | 500 m                    | Zilver   |
| Shorttrack     | Vladimir Grigorev | 1000 m                   | Zilver   |
| Snowboarden    | Nikolaj Oljoenin | Snowboardcross (m)       | Zilver   |
| Biatlon        | Jevgeni Garanitsjev | 20 km individueel        | Brons    |
| Freestyleskiën | Aleksandr Smysjljajev | Moguls                   | Brons    |
| Kunstrijden    | Jelena Ilinych Nikita Katsalapov | IJsdansen                | Brons    |
| Langlaufen     | Ilja Tsjernoesov | 50 km vrije stijl        | Brons    |
| Schaatsen      | Olga Graf | 3000 m (v)               | Brons    |
| Schaatsen      | Olga Graf Jekaterina Lobysjeva Jekaterina Sjichova Joelia Skokova | Ploegenachtervolging (v) | Brons    |
| Shorttrack     | Viktor An | 1500 m (m)               | Brons    |
| Skeleton       | Jelena Nikitina | Vrouwen                  | Brons    |
| Snowboarden    | Alena Zavarzina | Parallelreuzenslalom (v) | Brons    |

## Deelnemers en resultaten
(m) = mannen, (v) = vrouwen 

### Alpineskiën
| Olympiër              | Onderdeel        | Resultaat | Prestatie                                                              |
| --------------------- | ---------------- | --------- | ---------------------------------------------------------------------- |
| Alexander Glebov      | Afdaling (m)     | 23e       | 2.08,96 (+2,73)                                                        |
| Alexander Glebov      | Super G (m)      | DNF       | niet gefinisht                                                         |
| Aleksandr Chorosjilov | Combinatie (m)   | 30e       | afdaling: 1.56,03 (24e) slalom: 1.02,43 (33e) totaal: 2.58,46 (+13,26) |
| Aleksandr Chorosjilov | Slalom (m)       | 14e       | 1e run: 48,71 (19e) 2e run: 55,52 (10e) totaal: 1.44,23 (+2,39)        |
| Sergei Maytakov       | Reuzenslalom (m) | 26e       | 1e run: 1.23,75 (28e) 2e run: 1.25,92 (29e) totaal: 2.49,67 (+4,38)    |
| Sergei Maytakov       | Slalom (m)       | DNF-1     | 1e run: niet gefinisht                                                 |
| Vladislav Novikov     | Reuzenslalom (m) | 35e       | 1e run: 1.25,68 (37e) 2e run: 1.26,97 (37e) totaal: 2.52,65 (+7,36)    |
| Pavel Trikhichev      | Combinatie (m)   | 24e       | afdaling: 1.56,65 (31e) slalom: 56,64 (28e) totaal: 2.53,29 (+8,09)    |
| Pavel Trikhichev      | Reuzenslalom (m) | DNF-1     | 1e run: niet gefinisht                                                 |
| Pavel Trikhichev      | Slalom (m)       | 33e       | 1e run: 51,63 (41e) 2e run: 1.08,16 (38e) totaal: 1.59,79 (+17,95)     |
| Pavel Trikhichev      | Super G (m)      | 26e       | 1.20,62 (+2,48)                                                        |
| Stepan Zuev           | Reuzenslalom (m) | DNF-2     | 1e run: 1.24,90 (34e) 2e run: niet gefinisht                           |
| Stepan Zuev           | Slalom (m)       | DNF-1     | 1e run: niet gefinisht                                                 |
| Stepan Zuev           | Super G (m)      | 31e       | 1.21,54 (+3,40)                                                        |
|                       |                  |           |                                                                        |
| Ksenia Alopina        | Slalom (v)       | 23        | 1.51,74                                                                |
| Maria Bedareva        | Afdaling (v)     | 30        | 1.45,29                                                                |
| Maria Bedareva        | Reuzenslalom (v) | dnf       |                                                                        |
| Maria Bedareva        | Super G (v)      | dnf       |                                                                        |
| Elena Yakovishina     | Combinatie (v)   | 14        | 2.38,88                                                                |
| Elena Yakovishina     | Afdaling (v)     | 28        | 1.44,45                                                                |
| Elena Yakovishina     | Super G (v)      | 24        | 1.29,38                                                                |

### Biatlon
Mannen
| Olympiër                                                          | Onderdeel     | Resultaat | Prestatie |
| ----------------------------------------------------------------- | ------------- | --------- | --------- |
| Jevgeni Garanitsjev                                               | Individueel   |           |           |
| Jevgeni Garanitsjev                                               | Sprint        |           |           |
| Jevgeni Garanitsjev                                               | Achtervolging |           |           |
| Jevgeni Garanitsjev                                               | Massastart    |           |           |
| Aleksandr Loginov                                                 | Individueel   |           |           |
| Dmitri Malysjko                                                   | Sprint        |           |           |
| Dmitri Malysjko                                                   | Achtervolging |           |           |
| Dmitri Malysjko                                                   | Massastart    |           |           |
| Anton Sjipoelin                                                   | Sprint        |           |           |
| Anton Sjipoelin                                                   | Achtervolging |           |           |
| Anton Sjipoelin                                                   | Massastart    |           |           |
| Jevgeni Oestjoegov                                                | Individueel   |           |           |
| Jevgeni Oestjoegov                                                | Sprint        |           |           |
| Jevgeni Oestjoegov                                                | Achtervolging |           |           |
| Jevgeni Oestjoegov                                                | Massastart    |           |           |
| Aleksej Volkov                                                    | Individueel   |           |           |
| Aleksej Volkov Jevgeni Oestjoegov Dmitri Malysjko Anton Sjipoelin | Estafette     | 1e        | Goud      |

Vrouwen
| Olympiër                                                          | Onderdeel     | Resultaat | Prestatie |
| ----------------------------------------------------------------- | ------------- | --------- | --------- |
| Jekaterina Glazyrina                                              | Individueel   |           |           |
| Olga Podtsjoefarova                                               | Individueel   |           |           |
| Jana Romanova                                                     | Individueel   |           |           |
| Jana Romanova                                                     | Sprint        |           |           |
| Jana Romanova                                                     | Achtervolging |           |           |
| Jekaterina Sjoemilova                                             | Sprint        |           |           |
| Jekaterina Sjoemilova                                             | Achtervolging |           |           |
| Olga Viloechina                                                   | Sprint        |           |           |
| Olga Viloechina                                                   | Achtervolging |           |           |
| Olga Viloechina                                                   | Massastart    |           |           |
| Olga Zajtseva                                                     | Individueel   |           |           |
| Olga Zajtseva                                                     | Sprint        |           |           |
| Olga Zajtseva                                                     | Achtervolging |           |           |
| Olga Zajtseva                                                     | Massastart    |           |           |
| Jana Romanova Olga Zajtseva Jekaterina Sjoemilova Olga Viloechina | Estafette     |           |           |

Gemengd
| Olympiër                                                          | Onderdeel          | Resultaat | Prestatie |
| ----------------------------------------------------------------- | ------------------ | --------- | --------- |
| Olga Zajtseva Olga Viloechina Jevgeni Garanitsjev Anton Sjipoelin | Gemengde estafette |           |           |

### Bobsleeën
| Olympiër                                                             | Onderdeel    | Resultaat | Prestatie                                                                                               |
| -------------------------------------------------------------------- | ------------ | --------- | --- |
| Aleksandr Zoebkov Aleksej Vojevoda                                   | Tweemans (m) | Goud      | 3.45,39                                                                                                 |
| Alexander Kasjanov Maxim Belugin                                     | Tweemans (m) | 4         | 3.46,05                                                                                                 |
| Aleksandr Zoebkov Alexey Negodaylo Dmitry Trunenkov Aleksej Vojevoda | Viermans (m) | Goud      | 3.40,60                                                                                                 |
| Alexander Kasjanov Ilvir Huzin Maxim Belugin Aleksei Pushkarev       | Viermans (m) | 4         | 3.41,02                                                                                                 |
| Nikita Zakharov Petr Moiseev Nikolay Khrenkov Maxim Mokrousov        | Viermans (m) | 15        | 3.43,06                                                                                                 |
|                                                                      |              |           | |
| Olga Stoelneva Liudmila Udobkina                                     | Tweemans (v) | 9e        | Totaal: 3.53,46 (+2,85) 1e run: 58,03 (8e) 2e run: 58,24 (7e) 3e run: 58,45 (9e) 4e run: 58,74 (12e)    |
| Nadezhda Sergeeva Nadezhda Paleeva                                   | Tweemans (v) | 16e       | Totaal: 3.55,86 (+5,25) 1e run: 58,80 (16e) 2e run: 58,69 (16e) 3e run: 59,27 (16e) 4e run: 59,10 (17e) |

### Curling
| Olympiër                                                                          | Onderdeel | Resultaat | Prestatie |
| --------------------------------------------------------------------------------- | --------- | --------- | --------- |
| Andrey Drozdov Aleksej Stukalski Petr Dron Evgeny Arkhipov Alexander Kozyrev      | Mannen    |           |           |
|                                                                                   |           |           |           |
| Anna Sidorova Margarita Fomina Ekaterina Galkina Alexandra Saitova Nkeiruka Ezekh | Vrouwen   |           |           |

### Freestyleskiën
Mannen
| Olympiër              | Onderdeel  | Resultaat | Prestatie                                                                              |
| --------------------- | ---------- | --------- | -------------------------------------------------------------------------------------- |
| Ilja Boerov           | Aerials    | 16e       | kwalificatie 1: 10e; 105,88 ptn kwalificatie 2: 10e; 86,73 ptn                         |
| Pavel Krotov          | Aerials    | 10e       | kwalificatie 1: 9e; 106,33 ptn kwalificatie 2: 3e; 115,05 ptn finale 1: 10e; 96,46 ptn |
| Timofej Slivets       | Aerials    | 13e       | kwalificatie 1: 15e; 87,33 ptn kwalificatie 2: 7e; 108,41 ptn                          |
| Pavel Nabokich        | Halfpipe   |           |                                                                                        |
| Aleksej Pavlenko      | Moguls     |           |                                                                                        |
| Aleksandr Smysjljajev | Moguls     |           |                                                                                        |
| Andrej Volkov         | Moguls     |           |                                                                                        |
| Sergej Volkov         | Moguls     |           |                                                                                        |
| Jegor Korotkov        | Skicross   |           |                                                                                        |
| Sergej Mozjajev       | Skicross   |           |                                                                                        |
| Pavel Korpatsjev      | Slopestyle |           |                                                                                        |

Vrouwen
| Olympiër               | Onderdeel  | Resultaat | Prestatie |
| ---------------------- | ---------- | --------- | --------- |
| Veronika Korsoenova    | Aerials    |           |           |
| Aleksandra Orlova      | Aerials    |           |           |
| Assoli Slivets         | Aerials    |           |           |
| Jelizaveta Tsjesnokova | Halfpipe   |           |           |
| Natalja Makagonova     | Halfpipe   |           |           |
| Jelena Moeratova       | Moguls     |           |           |
| Marika Pertachia       | Moguls     |           |           |
| Regina Rachimova       | Moguls     |           |           |
| Jekaterina Stoljarova  | Moguls     |           |           |
| Anastasia Tsjirtcova   | Skicross   |           |           |
| Joelia Livinskaja      | Skicross   |           |           |
| Anna Mirtova           | Slopestyle |           |           |

### Kunstrijden
| Olympiër | Onderdeel | Resultaat | Prestatie |
| --- | --------- | --------- | --- |
| Jevgeni Pljoesjtsjenko | Mannen    | -         | trok zich om medische redenen terug |
| Joelia Lipnitskaja | Vrouwen   | 5e        | 200.57 (korte kür: 65.23, vrije kür: 135.34) |
| Adelina Sotnikova | Vrouwen   | Goud      | 224.59 (korte kür: 74.64, vrije kür: 149.95) |
| Vera Bazarova Joeri Larionov | Paren     | 6e        | 199.60 (korte kür: 69.66, vrije kür: 129.94) |
| Ksenia Stolbova Fjodor Klimov | Paren     | Zilver    | 218.68 (korte kür: 75.21, vrije kür: 143.47) |
| Tatjana Volosozjar Maksim Trankov | Paren     | Goud      | 236.86 (korte kür: 84.17, vrije kür: 152.69) |
| Jekaterina Bobrova Dmitri Solovjov | IJsdansen | 5e        | 172.92 (korte kür: 69.97, vrije kür: 102.95) |
| Jelena Ilinych Nikita Katsalapov | IJsdansen | Brons     | 183.48 (korte kür: 73.04, vrije kür: 110.44) |
| Viktoria Sinitsina Roeslan Zjigansjin | IJsdansen | 16e       | 140.66 (korte kür: 58.01, vrije kür: 82.65) |
| Jevgeni Pljoesjtsjenko Joelia Lipnitskaja Tatjana Volosozjar / Maksim Trankov Ksenia Stolbova / Fjodor Klimov Jekaterina Bobrova / Dmitri Solovjov Jelena Ilinych / Nikita Katsalapov | Team      | Goud      | 75 punten mannen - korte kür: 9 ptn. (91.39), vrije kür: 10 ptn. (168.20) vrouwen - korte kür: 10 ptn. (72.90), vrije kür: 10 ptn. (141.51) paren - korte kür: 10 ptn. (83.79), vrije kür: 10 ptn. (135.09) ijsdansen - korte kür: 8 ptn. (70.27), vrije kür: 8 ptn. (103.48) |

### Langlaufen
Mannen
| Olympiër                                                                  | Onderdeel         | Resultaat | Prestatie |
| ------------------------------------------------------------------------- | ----------------- | --------- | --------- |
| Jevgeni Belov                                                             | 15 km klassiek    |           |           |
| Jevgeni Belov                                                             | 30 km skiatlon    |           |           |
| Aleksandr Bessmertnych                                                    | 15 km klassiek    |           |           |
| Ilja Tsjernoesov                                                          | 30 km skiatlon    |           |           |
| Ilja Tsjernoesov                                                          | 50 km vrije stijl |           |           |
| Anton Gafarov                                                             | Sprint            |           |           |
| Konstantin Glavatskich                                                    | 50 km vrije stijl |           |           |
| Dmitri Japarov                                                            | 15 km klassiek    |           |           |
| Nikita Krjoekov                                                           | Sprint            |           |           |
| Aleksandr Legkov                                                          | 30 km skiatlon    |           |           |
| Aleksandr Legkov                                                          | 50 km vrije stijl |           |           |
| Aleksej Petoechov                                                         | Sprint            |           |           |
| Sergej Oestjoegov                                                         | Sprint            |           |           |
| Stanislav Volzjentsev                                                     | 15 km klassiek    |           |           |
| Maksim Vylegsjanin                                                        | 30 km skiatlon    |           |           |
| Maksim Vylegsjanin                                                        | 50 km vrije stijl |           |           |
| Maksim Vylegsjanin Nikita Krjoekov                                        | Teamsprint        |           |           |
| Dmitri Japarov Aleksandr Bessmertnych Aleksandr Legkov Maksim Vylegsjanin | Estafette         |           |           |

Vrouwen
| Olympiër                                                           | Onderdeel         | Resultaat | Prestatie |
| ------------------------------------------------------------------ | ----------------- | --------- | --------- |
| Anastasia Dotsenko                                                 | Sprint            |           |           |
| Joelia Ivanova                                                     | 10 km klassiek    |           |           |
| Joelia Ivanova                                                     | 30 km vrije stijl |           |           |
| Irina Chazova                                                      | Sprint            |           |           |
| Irina Chazova                                                      | 15 km skiatlon    |           |           |
| Irina Chazova                                                      | 30 km vrije stijl |           |           |
| Olga Koezjoekova                                                   | 10 km klassiek    |           |           |
| Olga Koezjoekova                                                   | 15 km skiatlon    |           |           |
| Natalja Matvejeva                                                  | Sprint            |           |           |
| Jevgenia Sjapovalova                                               | Sprint            |           |           |
| Joelia Tsjekaleva                                                  | 10 km klassiek    |           |           |
| Joelia Tsjekaleva                                                  | 15 km skiatlon    |           |           |
| Joelia Tsjekaleva                                                  | 30 km vrije stijl |           |           |
| Natalja Zjoekova                                                   | 10 km klassiek    |           |           |
| Natalja Zjoekova                                                   | 15 km skiatlon    |           |           |
| Natalja Zjoekova                                                   | 30 km vrije stijl |           |           |
| Anastasia Dotsenko Joelia Ivanova                                  | Teamsprint        |           |           |
| Joelia Ivanova Olga Koezjoekova Natalja Zjoekova Joelia Tsjekaleva | Estafette         |           |           |

### Noordse combinatie
| Olympiër                                            | Onderdeel                | Resultaat | Prestatie                                                               |
| --------------------------------------------------- | ------------------------ | --------- | ----------------------------------------------------------------------- |
| Evgeniy Klimov                                      | Gundersen normale schans | 45e       | schansspringen: 99,0 m - 124,7 p (3e; +0.27) langlaufen: 28.04,0 (45e)  |
| Ivan Panin                                          | Gundersen grote schans   | 43e       | schansspringen: 114,5 m - 89,5 p (43e; +2.38) langlaufen: 24.45,8 (42e) |
| Evgeniy Klimov Niyaz Nabeev Ivan Panin Ernest Yahin | Landenwedstrijd          |           |                                                                         |

### Rodelen
| Olympiër                                                                 | Onderdeel | Resultaat | Prestatie |
| ------------------------------------------------------------------------ | --------- | --------- | --------- |
| Albert Demchenko                                                         | Mannen    |           |           |
| Semjon Pavlitsjenko                                                      | Mannen    |           |           |
| Aleksander Peretyagin                                                    | Mannen    |           |           |
| Ekaterina Baturina                                                       | Vrouwen   |           |           |
| Tatjana Ivanova                                                          | Vrouwen   |           |           |
| Natalja Khoreva                                                          | Vrouwen   |           |           |
| Vladislav Antonov Alexander Denisyev                                     | Dubbels   |           |           |
| Vladislav Joezjakov Vladimir Makhnutin                                   | Dubbels   |           |           |
| Tjatjana Ivanova Albert Demchenko Vladislav Antonov / Alexander Denisyev | Estafette |           |           |

### Schaatsen
Mannen
| Olympiër                                                       | Onderdeel            | Resultaat | Prestatie                                                                      |
| -------------------------------------------------------------- | -------------------- | --------- | ------------------------------------------------------------------------------ |
| Igor Bogolyubsky                                               | 1000 m               | 39e       | 1.12,85 (+4,46)                                                                |
| Denis Koval                                                    | 500 m                |           |                                                                                |
| Artyom Kuznetcov                                               | 500 m                |           |                                                                                |
| Dmitri Lobkov                                                  | 500 m                |           |                                                                                |
| Dmitri Lobkov                                                  | 1000 m               | 27e       | 1.10,65 (+2,26)                                                                |
| Aleksandr Roemjantsev                                          | 5000 m               |           |                                                                                |
| Yevgeny Seryayev                                               | 10.000 m             | 9e        | 13.28,61 (+44,16)                                                              |
| Ivan Skobrev                                                   | 1500 m               |           |                                                                                |
| Ivan Skobrev                                                   | 5000 m               |           |                                                                                |
| Aleksey Suvorov                                                | 1500 m               |           |                                                                                |
| Aleksej Jesin                                                  | 500 m                |           |                                                                                |
| Aleksej Jesin                                                  | 1000 m               | 18e       | 1.09,93 (+1,54)                                                                |
| Aleksej Jesin                                                  | 1500 m               |           |                                                                                |
| Denis Joeskov                                                  | 1000 m               | 17e       | 1.09,81 (+1,42)                                                                |
| Denis Joeskov                                                  | 1500 m               |           |                                                                                |
| Denis Joeskov                                                  | 5000 m               |           |                                                                                |
| Aleksandr Roemjantsev Ivan Skobrev Aleksej Jesin Denis Joeskov | Ploegenachtervolging | 6e        | KF: 3.44,22 (verloor van Zuid-Korea) D-finale: 3.49,85 (verloor van Noorwegen) |

Vrouwen
| Olympiër                                                          | Onderdeel            | Resultaat | Prestatie                                                                                      |
| ----------------------------------------------------------------- | -------------------- | --------- | ---------------------------------------------------------------------------------------------- |
| Anna Tsjernova                                                    | 5000 m               | 9e        | 7.08,71 (+17,17)                                                                               |
| Olga Fatkoelina                                                   | 500 m                |           |                                                                                                |
| Olga Fatkoelina                                                   | 1000 m               |           |                                                                                                |
| Olga Fatkoelina                                                   | 1500 m               |           |                                                                                                |
| Angelina Golikova                                                 | 500 m                |           |                                                                                                |
| Olga Graf                                                         | 3000 m               |           |                                                                                                |
| Olga Graf                                                         | 5000 m               | 4e        | 6.55,77 (+4,23)                                                                                |
| Jekaterina Lobysjeva                                              | 500 m                |           |                                                                                                |
| Jekaterina Lobysjeva                                              | 1000 m               |           |                                                                                                |
| Jekaterina Lobysjeva                                              | 1500 m               |           |                                                                                                |
| Jekaterina Malysjeva                                              | 500 m                |           |                                                                                                |
| Jekaterina Sjichova                                               | 1000 m               |           |                                                                                                |
| Jekaterina Sjichova                                               | 1500 m               |           |                                                                                                |
| Jekaterina Sjichova                                               | 3000 m               |           |                                                                                                |
| Joelia Skokova                                                    | 1000 m               |           |                                                                                                |
| Joelia Skokova                                                    | 1500 m               |           |                                                                                                |
| Joelia Skokova                                                    | 3000 m               |           |                                                                                                |
| Olga Graf Jekaterina Lobysjeva Jekaterina Sjichova Joelia Skokova | Ploegenachtervolging | Brons     | KF: 3.01,53 (won van Canada) HF: 3.02,09 (verloor van Polen) B-finale: 2.59,73 (won van Japan) |

### Schansspringen
| Olympiër                                                         | Onderdeel          | Resultaat | Prestatie                                                                   |
| ---------------------------------------------------------------- | ------------------ | --------- | --------------------------------------------------------------------------- |
| Ilmir Hazetdinov                                                 | Normale schans (m) | 36e       | kwalificatie: 18e; 113,7 ptn (96,0 m) finale: 114,8 ptn (94,0 m)            |
| Ilmir Hazetdinov                                                 | Grote schans (m)   |           |                                                                             |
| Denis Kornilov                                                   | Normale schans (m) | 48e       | kwalificatie: 24e; 109,6 ptn (92,0 m) finale: 103,2 ptn (89,0 m)            |
| Denis Kornilov                                                   | Grote schans (m)   |           |                                                                             |
| Mikhail Maksimotsjkin                                            | Normale schans (m) | 30e       | kwalificatie: 29e; 107,2 ptn (91,0 m) finale: 227,9 ptn (104,0 m en 90,5 m) |
| Aleksej Romasjov                                                 | Normale schans (m) | 44e       | kwalificatie: 39e; 102,6 ptn (90,5 m) finale: 109,0 ptn (92,0 m)            |
| Aleksej Romasjov                                                 | Grote schans (m)   |           |                                                                             |
| Dmitri Vasiljev                                                  | Grote schans (m)   |           |                                                                             |
| Ilmir Hazetdinov Denis Kornilov Aleksej Romasjov Dmitri Vasiljev | Team               |           |                                                                             |
|                                                                  |                    |           |                                                                             |
| Irina Avvakumova                                                 | Normale schans (v) |           |                                                                             |

### Shorttrack
Mannen
| Olympiër                                                        | Onderdeel | Resultaat | Prestatie |
| --------------------------------------------------------------- | --------- | --------- | --------- |
| Viktor An                                                       | 500 m     |           |           |
| Viktor An                                                       | 1000 m    |           |           |
| Viktor An                                                       | 1500 m    |           |           |
| Semjon Jelistratov                                              | 500 m     |           |           |
| Semjon Jelistratov                                              | 1000 m    |           |           |
| Semjon Jelistratov                                              | 1500 m    |           |           |
| Vladimir Grigorev                                               | 500 m     |           |           |
| Vladimir Grigorev                                               | 1000 m    |           |           |
| Viktor An Semjon Jelistratov Vladimir Grigorev Roeslan Zacharov | Relay     |           |           |

Vrouwen
| Olympiër                                                                 | Onderdeel | Resultaat | Prestatie |
| ------------------------------------------------------------------------ | --------- | --------- | --------- |
| Olga Beljakova                                                           | 1000 m    |           |           |
| Olga Beljakova                                                           | 1500 m    |           |           |
| Tatjana Borodoelina                                                      | 500 m     |           |           |
| Tatjana Borodoelina                                                      | 1000 m    |           |           |
| Tatjana Borodoelina                                                      | 1500 m    |           |           |
| Sofia Prosvirnova                                                        | 500 m     |           |           |
| Sofia Prosvirnova                                                        | 1000 m    |           |           |
| Valerija Potjomkina                                                      | 500 m     |           |           |
| Valerija Potjomkina                                                      | 1500 m    |           |           |
| Olga Beljakova Tatjana Borodoelina Sofia Prosvirnova Valerija Potjomkina | Relay     |           |           |

### Skeleton
| Olympiër            | Onderdeel | Resultaat | Prestatie                               |
| ------------------- | --------- | --------- | --------------------------------------- |
| Sergej Tsjoedinov   | Mannen    | 5e        | 3.47,59 (56,98 / 57,04 / 56,86 / 56,71) |
| Nikita Tregoebov    | Mannen    | 6e        | 3.47,62 (57,44 / 56,96 / 56,57 / 56,65) |
| Aleksandr Tretjakov | Mannen    | Goud      | 3.44,29 (55,95 / 56,04 / 56,28 / 56,02) |
|                     |           |           |                                         |
| Jelena Nikitina     | Vrouwen   | Brons     | 3.54,30 (58,48 / 58,96 / 58,33 / 58,53) |
| Maria Orlova        | Vrouwen   | 6e        | 3.54,72 (58,97 / 59,02 / 58,30 / 58,43) |
| Olga Potylitsina    | Vrouwen   | 5e        | 3.54,40 (59,00 / 58,75 / 58,13 / 58,52) |

### Snowboarden
Mannen
| Olympiër         | Onderdeel            | Resultaat  | Prestatie |
| ---------------- | -------------------- | ---------- | --------- |
| Stanislav Detkov | Parallelreuzenslalom | dsq        |           |
| Stanislav Detkov | Parallelslalom       | 28         |           |
| Valeri Kolegov   | Parallelreuzenslalom | 19         |           |
| Valeri Kolegov   | Parallelslalom       | dsq        |           |
| Andrej Sobelov   | Parallelreuzenslalom | 1/8 finale |           |
| Andrej Sobelov   | Parallelslalom       | 27         |           |
| Vic Wild         | Parallelreuzenslalom | Goud       |           |
| Vic Wild         | Parallelslalom       | Goud       |           |
| Nikita Avtanejev | Halfpipe             | -          | 63,75     |
| Pavel Charitonov | Halfpipe             | -          | 58,75     |
| Sergej Tarasov   | Halfpipe             | -          | 39,50     |
| Aleksej Sobolev  | Slopestyle           | 20         | 57,50     |
| Andrej Boldikov  | Snowboardcross       | -          |           |
| Anton Koprivitsa | Snowboardcross       | -          |           |
| Nikolaj Oljoenin | Snowboardcross       | Zilver     |           |

Vrouwen
| Olympiër                | Onderdeel            | Resultaat  | Prestatie |
| ----------------------- | -------------------- | ---------- | --------- |
| Jekaterina Iljoechina   | Parallelreuzenslalom | 1/8 finale |           |
| Jekaterina Iljoechina   | Parallelslalom       | 29         |           |
| Jekaterina Toedegesjeva | Parallelreuzenslalom | 1/8 finale |           |
| Jekaterina Toedegesjeva | Parallelslalom       | 1/8 finale |           |
| Natalja Soboleva        | Parallelreuzenslalom | dsq        |           |
| Natalja Soboleva        | Parallelslalom       | 1/8 finale |           |
| Alena Zavarzina         | Parallelreuzenslalom | 1/8 finale |           |
| Alena Zavarzina         | Parallelslalom       | 1/8 finale |           |

### IJshockey
| Olympiër | Onderdeel | Resultaat | Prestatie |
| --- | --------- | --------- | --------- |
| Semjon Varlamov Aleksandr Jerjomenko Sergej Bobrovski Ilja Nikoelin Nikita Nikitin Vjatsjeslav Vojnov Fjodor Tjoetin Aleksej Jemelin Anton Belov Andrej Markov Jevgeni Medvedev Aleksandr Ovetsjkin Viktor Tichonov Jevgeni Malkin Pavel Datsjoek Aleksandr Svitov Aleksandr Popov Aleksej Teresjtsjenko Aleksandr Sjomin Nikolaj Koeljomin Artjom Anisimov Valeri Nitsjoesjkin Aleksandr Radoelov Ilja Kovaltsjoek Vladimir Tarasenko | Mannen    |           |           |
| Anna Proegova Joelia Leskina Anna Vinogradova Angelina Gontsjarenko Aljona Chomitsj Anna Sjtsjoekina Svetlana Tkatsjova Aleksandra Kapoestina Anna Sjibanova Inna Djoebanok Ieja Gavrilova Aleksandra Vafina Yekaterina Smolentseva Olga Sosina Tatyana Burina Jekaterina Lebedeva Anna Sjochina Galina Skiba Jekaterina Pasjkevitsj Jekaterina Smolina Jelena Dergatsjova                                                             | Vrouwen   |           |           |